# Џад Херш
Џад Сејмор Херш (енгл. Judd Seymore Hirsch; рођен 15. марта 1935. у Бронксу), амерички је позоришни, филмски, и ТВ глумац. Херш је најпознатији по својој дугој телевизијској каријери, где је глумио у ситкомима Такси (1978—1983) и Драги Џоне (1988—1992). Касно у каријери преузео је споредне улоге у серијама Бројеви (2005—2010) и Заувек (2014—2015).
Такође је познат по каријери у позоришту и по улогама у филмовима као што су Обични људи (1980), Живот у бекству (1988), Дан независности (1996), Блистави ум (2001) и Дан независности: Нова претња (2016).
Херш је за свој рад у телевизијским комедијама током каријере добио две награде Еми и Златни глобус, као и две награде Тони за наступе у бродвејским представама. Такође је номинован за Оскара за споредну улогу у филму Обични људи (1980).